# God Bless America (Album)
God Bless America ist eine Benefiz-Kompilation von Columbia Records aus dem Jahr 2001. Sie wurde am 16. Oktober 2001, also rund einen Monat nach dem Terroranschlägen vom 11. September veröffentlicht. Der Erlös ging an den Twin Towers Fund. Das Album erreichte Platz 1 der Billboard 200.

## Hintergrund
Kurz nach den Terroranschlägen vom 11. September trat Celine Dion mit dem Song God Bless America beim Telethon America: A Tribute to Heroes auf. Das Arrangement stammte von David Foster. Einen Tag vorher nahm sie eine Studioversion auf, die schließlich zum Titeltrack der Kompilation wurde.
Ein Großteil des Albums besteht aus bereits vorher veröffentlichtem Material, wobei sowohl patriotische als auch Lieder der Bürgerrechtsbewegung auf dem Album vertreten sind. Exklusiv vertreten ist Land of Hope and Dreams von Bruce Springsteen in einer Liveversion von 2000 sowie John Mellencamps Peaceful Wold in einer Akustikversion von 2001.
Die Auswahl an Songs erstreckt sich über mehrere Dekaden. Ältester Song ist Frank Sinatras Version von America the Beautiful von 1945.
Mit den Erlösen wurde der Twin Tower Fund von New Yorks Bürgermeister Rudy Giuliani unterstützt, der Geld zur Unterstützung von Angehörigen der Rettungskräften aus Feuerwehr und Polizei sammelte, die während den Rettungsarbeiten bei den Anschlägen ums Leben kamen.

## Titelliste
| #   | Interpret                    | Titel                                                  | Komponist                                                | Jahr | Länge |
| --- | ---------------------------- | ------------------------------------------------------ | -------------------------------------------------------- | ---- | ----- |
| 1.  | Celine Dion                  | God Bless America                                      | Irving Berlin                                            | 2001 | 3:47  |
| 2.  | Bruce Springsteen            | Land of Hope and Dreams (2000 live recording)          | Bruce Springsteen                                        | 2001 | 9:32  |
| 3.  | Mariah Carey                 | Hero                                                   | Mariah Carey, Walter Afanasieff                          | 1993 | 4:20  |
| 4.  | Tramaine Hawkins             | Amazing Grace                                          | John Newton, Southern Harmony                            | 1994 | 7:10  |
| 5.  | Bob Dylan                    | Blowin’ in the Wind                                    | Bob Dylan                                                | 1963 | 2:48  |
| 6.  | Simon & Garfunkel            | Bridge over Troubled Water                             | Paul Simon                                               | 1970 | 4:55  |
| 7.  | John Mellencamp              | Peaceful World (unreleased 2001 live acoustic version) | John Mellencamp                                          | 2001 | 3:38  |
| 8.  | Billy Gilman                 | There’s a Hero                                         | Don Cook, John Barlow Jarvis                             | 2000 | 3:28  |
| 9.  | Frank Sinatra                | America the Beautiful                                  | Katharine Lee Bates, Samuel A. Ward                      | 1945 | 2:33  |
| 10. | Lee Greenwood                | God Bless the USA                                      | Lee Greenwood                                            | 1984 | 3:16  |
| 11. | Pete Seeger                  | This Land Is Your Land                                 | Woody Guthrie                                            | 1964 | 3:02  |
| 12. | Gloria Estefan               | Coming Out of the Dark                                 | Gloria Estefan, Emilio Estefan Jr., Jon Secada           | 1991 | 4:05  |
| 13. | Mahalia Jackson              | We Shall Overcome                                      | Zilphia Horton, Frank Hamilton, Guy Carawan, Pete Seeger | 1963 | 2:46  |
| 14. | The Mormone Tabernacle Choir | The Star-Spangled Banner                               | Francis Scott Key, John Stafford Smith                   | 1965 | 2:34  |
| 15. | Bill Withers                 | Lean on Me                                             | Bill Withers                                             | 1972 | 4:17  |

## Rezeption

### Erfolg
Das Album verkaufte sich in der Veröffentlichungswoche180.984 mal und erreichte so Platz 1 der Billboard 200. Celine Dions God Bless America wurde auch als einzige Single des Albums ausgekoppelt und erreichte Platz 14 der Adult-Contemporary-Charts von Billboard.

### Kritiken
Andrew Dansby schrieb im Rolling Stone, es sei kein Wunder, dass sich die Kompilation so gut verkaufe, da auf dem Sampler für jeden etwas dabei sei. Auf Allmusic sah man dies ähnlich:_ das Album habe eine große Bandbreite von Folk über Rock/Pop bis hin zu Country und Gospel. Durch diese große Bandbreite würde sie aus der Masse ähnlicher Sampler hervorstechen, die nach den Terroranschlägen veröffentlicht wurden.